# Il potere operaio pisano
Il potere operaio pisano, poi toscano, fu un movimento politico attivo alla fine degli anni sessanta in Toscana.

## Attività (1967-1969)
Il potere operaio nasce come giornale diffuso tra gli operai delle fabbriche del litorale toscano, più precisamente da La Spezia a Piombino. Fondatore del giornale e del movimento omonimo è Adriano Sofri. Il potere operaio si afferma anche come riferimento politico delle lotte studentesche che si succedono nell'Università di Pisa e tra gli studenti medi del litorale toscano. Il giornale cessa le sue pubblicazioni nella primavera del '69 per confluire poi nel giornale ''Lotta Continua''.

## Organi d'informazione
Il potere operaio è stata una rivista politica promossa dal gruppo Il potere operaio pisano che, nato nell'ambiente universitario pisano e soprattutto nella Normale, apparteneva alla galassia operaista generata dalle esperienze dei Quaderni Rossi e di Classe operaia, ed era attivo nelle vertenze di fabbrica della zona, e non solo. Fu pubblicata a Pisa dal 20 gennaio 1967, data di uscita del primo numero, al 7 luglio 1969 quando, con il numero 19, cessò le pubblicazioni. Era diretto da Luciano Della Mea.

## Successori
In seno al gruppo Il potere operaio pisano emersero all'inizio dell'estate del '68 dei contrasti radicali tra chi come Gian Mario Cazzaniga chiedeva una maggiore attenzione ai problemi legati alla forza lavoro intellettuale, cioè alla cosiddetta "Nuova Classe Operaia" e alla costruzione del nuovo partito della rivoluzione marxista, e  chi, come Adriano Sofri, sostenevano il primato del movimento reale delle masse. Il conflitto si concluse con una scissione, che vide Gian Mario Cazzaniga e pochi altri, prendere le distanze per poi costituire il Centro Karl Marx. 
Un anno dopo, giusto al momento della confluenza del gruppo Il potere operaio pisano in Lotta Continua, Luciano Della Mea e Romano Luperini non vollero aderire a Lotta Continua per creare la Lega dei Comunisti.
Un gruppo numeroso dei membri del gruppo Il potere operaio pisano lasciarono Pisa e la Toscana per trasferirsi in altre città italiane. Adriano Sofri a Torino, Giorgio Pietrostefani a Milano, Cesare Moreno e Carla Melazzini a Napoli, Paolo Brogi a Genova, Marcello Pantani nelle Puglie, Ariano Baldini a Porto Marghera, e altri altrove, diventando così il nocciolo duro del movimento di Lotta Continua.

### Centro Karl Marx
Il Centro Karl Marx, dapprima CKM pisano, poi toscano, ebbe la sua sede principale a Pisa. È una delle tre formazioni (le altre sono Lotta Continua e la Lega dei Comunisti) nate dalle ceneri de Il potere operaio pisano nell'autunno del 1969. Riferimenti principali furono Gian Mario Cazzaniga, Giuliano Foggi e Vittorio Campione. La sua azione politica, basata su principi leninisti e non-spontaneisti, si estese fino al 1972 quando, dall'unione con alcuni Circoli Marx e Circoli Lenin locali, diventò Organizzazione dei Lavoratori Comunisti, per poi confluire nel Partito Comunista Italiano poco dopo.

### Lega dei Comunisti
La Lega dei Comunisti è stato un movimento della sinistra extraparlamentare attiva soprattutto in Toscana fra il 1969 e il 1977.
Il movimento nacque come Lega dei comunisti pisani nel 1969, in seguito alla scissione dal periodico Il potere operaio, su proposta di Luciano Della Mea che ne uscì però poco dopo. Raccolse la componente della rivista Nuovo Impegno, come Paolo Cristofolini e Romano Luperini, che gravitava intorno alle posizioni de Il potere operaio pisano. Nuovo Impegno costituì l'organo teorico del nuovo gruppo.
In seguito all'aggregazione di altri gruppi toscani divenne Lega dei comunisti toscani, per poi diventare semplicemente Lega dei comunisti nel 1974, quando subentrarono altre organizzazioni di Roma e Verona. Si sciolse nel 1977 confluendo in Democrazia Proletaria.